# Chase Center
Chase Center és un pavelló esportiu en la zona de Mission Bay de la ciutat de San Francisco. Acull partits de bàsquet com a nou recinte local per a la franquícia Golden State Warriors pertanyent a la National Basketball Association (NBA). Els Warriors, que han estat assentats a l'Àrea de la Badia de San Francisco des de 1962 van jugar inicialment a San Francisco, mudant-se a la seva localització anterior, on jugaven a l'Oracle Arena d'Oakland des de 1971 fins a 2019, quan l'equip va tornar a l'altra riba de la badia.

## Disseny
El seu nom, Chase Center, va ser anunciat oficialment el 28 de gener de 2016, com a part d'un acord entre l'equip i l'empresa financera JPMorgan Chase. La ubicació planejada per a aquest pavelló, que serà en principi usat per als partits dels Golden State Warriors va ser acordada en la mateixa ciutat de San Francisco en un espai entre la tercera i la setzena avingudes en un lloc a la línia marítima, amb vista cap a l'interior de la badia. El recinte estarà constituït per diversos nivells i plantes amb capacitat total per a 18.055 espectadors asseguts, estarà integrat també per un espai multiusos que inclou una configuració per a ús com a teatre i llotges amb vista a un parc de nova construcció. En total contindrà 580.000 peus quadrats d'espai interior d'oficina i uns 100.000 peus quadrats d'espai d'ús esportiu, al costat d'això es construirà una plaça de 35.000 peus quadrats. acompanyada d'un espaiós aparcament accessible per a qualsevol transport públic. Una línia del metro (BART) està també en construcció i unirà el pavelló amb la Universitat de Califòrnia, l'àrea del centre (Downtown) a través de tota l'àrea de la badia. El projecte que supera els 1.000 milions d'inversió inclou revitalitzar la zona pròxima al Chase Center amb restaurants, cafeteries, oficines, places públiques i un nou parc per tota la línia costanera.

## Obertura
Durant 1 any des de l'anunci del projecte es va especular amb diverses dates, però finalment el 17 de gener de 2017 va quedar inaugurada la construcció d'aquest nou recinte que compta amb una webcam en directe per a seguir tot el procés de la seva construcció a través del següent enllaç:
Avanç de les obres en directe